# Muramacu Tomoko
Muramacu Tomoko (村松 智子; Hepburn: Muramatsu Tomoko) (Szetagaja, 1994. október 23. –) japán válogatott labdarúgó.

## Klub
2011 óta a Nippon TV Beleza csapatának játékosa, ahol 68 bajnoki mérkőzésen lépett pályára és 1 gólt szerzett.

## Nemzeti válogatott
A japán U17-es válogatott tagjaként részt vett a 2010-es U17-es világbajnokságon.
2015-ben debütált a japán válogatottban. A japán válogatottban 4 mérkőzést játszott.

## Statisztika
| Japán válogatott | Japán válogatott | Japán válogatott |
| Időszak          | Mérk.            | gól              |
| ---------------- | ---------------- | ---------------- |
| 2015             | 2                | 0                |
| 2016             | 2                | 0                |
| Összesen         | 4                | 0                |

## Sikerei, díjai
Japán válogatott
- U17-es világbajnokság:  Ezüst; 2010

Klub
- Japán bajnokság: 2015, 2016, 2017, 2018